# ريان جونز (لاعب كرة قدم بريطاني)
ريان جونز (بالإنجليزية: Ryan Jones)‏ (2 أبريل 1992 بليفربول في المملكة المتحدة - ) هو لاعب كرة قدم بريطاني في مركز حراسة المرمى. لعب مع إيه إف سي ليفربول وستوكبورت كونتي ونادي روتشديل وريتشموند كيكرز ونورثويتش فيكتوريا وتيلفورد يونايتد وباك أب بورو ‏.

## وصلات خارجية
- ريان جونز على موقع قاعدة بيانات كرة القدم.إي يو (الإنجليزية)
- ريان جونز على موقع Soccerway.com (الإنجليزية)